# Mistrzostwa Polski Seniorów w Lekkoatletyce 1972
48. Mistrzostwa Polski Seniorów w Lekkoatletyce – zawody, które rozgrywane były w Warszawie na stadionie RKS Skra między 17 a 19 sierpnia 1972.
Były to mistrzostwa w obsadzie międzynarodowej. Poniżej podani są medaliści mistrzostw Polski, czyli Polacy, którzy osiągnęli najlepsze rezultaty w danych konkurencjach. Jeżeli w pierwszej trójce był zawodnik z innego państwa, jest to zaznaczone w uwagach. W 1972 nie rozegrano mistrzostw Polski w biegach sztafetowych 4 × 100 metrów i 4 × 400 metrów.

## Rezultaty
| NR – rekord Polski \| SB – najlepszy wynik w sezonie \| PB – rekord życiowy |

### Mężczyźni
| Konkurencja:                  | 1. miejsce                             | Rezultat   | 2. miejsce                                                                              | Rezultat     | 3. miejsce                           | Rezultat   |
| Bieg na 100 m                 | Zenon Nowosz Legia Warszawa            | 10,3       | Ryszard Tulkis Zjednoczenie Olsztyn                                                     | 10,4         | Stanisław Wagner MKS-AZS Łódź        | 10,4       |
| Bieg na 200 m                 | Jerzy Czerbniak MKS-AZS Łódź           | 21,0 SB    | Ryszard Tulkis Zjednoczenie Olsztyn                                                     | 21,1 SB      | Stanisław Wagner MKS-AZS Łódź        | 21,1 SB    |
| Bieg na 400 m                 | Zbigniew Jaremski Górnik Zabrze        | 45,8       | Jan Werner Gwardia Warszawa                                                             | 45,8 SB      | Andrzej Badeński Legia Warszawa      | 46,3       |
| Bieg na 800 m                 | Stanisław Waśkiewicz ŁKS Łódź          | 1:49,5     | Kazimierz Wardak Zawisza Bydgoszcz                                                      | 1:50,2       | Zenon Szordykowski Zawisza Bydgoszcz | 1:50,6     |
| Bieg na 1500 m                | Henryk Szordykowski Wawel Kraków       | 3:45,4     | Henryk Sapko Legia Warszawa                                                             | 3:46,6       | Daniel Jańczuk Lumel Zielona Góra    | 3:47,0     |
| Bieg na 5000 m                | Bronisław Malinowski Olimpia Grudziądz | 13:45,8 SB | Kazimierz Podolak Gwardia Olsztyn                                                       | 13:58,6 SB   | Józef Rębacz ŁKS Łódź                | 13:59,0 SB |
| Bieg na 10 000 m              | Kazimierz Podolak Gwardia Olsztyn      | 29:13,0 SB | Edward Mleczko Cracovia                                                                 | 29:13,4      | Henryk Piotrowski Legia Warszawa     | 29:29,2    |
| Bieg na 110 m przez płotki    | Leszek Wodzyński Legia Warszawa        | 13,4 NR    | Adam Galant Górnik Zabrze                                                               | 13,4 SB      | Mirosław Wodzyński Legia Warszawa    | 13,6 =SB   |
| Bieg na 400 m przez płotki    | Tadeusz Kulczycki Orkan Poznań         | 50,2       | Jerzy Hewelt Bałtyk Gdynia                                                              | 50,4 SB      | Dariusz Podobas MKS-AZS Warszawa     | 51,6 SB    |
| Bieg na 3000 m z przeszkodami | Stanisław Śmitkowski Oleśniczanka      | 8:28,0 SB  | Jan Kondzior MKS-AZS Warszawa                                                           | 8:28,4       | Józef Rębacz ŁKS Łódź                | 8:32,4     |
| Chód na 20 km                 | Jan Ornoch Flota Gdynia                | 1:31:17,0  | Jerzy Jackiewicz Spójnia Gdańsk                                                         | 1:34:38,0 SB | Bogusław Kmiecik Start Łódź          | 1:35:11,6  |
| Skok wzwyż                    | Janusz Białogrodzki Polonia Warszawa   | 2,05       | Janusz Faliński Śląsk Wrocław Wojciech Gołębiowski ŁKS Łódź Janusz Wujtów Skra Warszawa | 2,00         |                                      |            |
| Skok o tyczce                 | Tadeusz Ślusarski Skra Warszawa        | 5,30 NR    | Wojciech Buciarski Skra Warszawa                                                        | 5,20         | Tadeusz Olszewski Legia Warszawa     | 5,10       |
| Skok w dal                    | Jerzy Homziuk MKS-AZS Warszawa         | 8,04       | Grzegorz Cybulski Lumel Zielona Góra                                                    | 7,92         | Waldemar Stępień Społem Łódź         | 7,67       |
| Trójskok                      | Michał Joachimowski Zawisza Bydgoszcz  | 16,51      | Andrzej Lasocki Skra Warszawa                                                           | 16,16        | Józef Szmidt Górnik Zabrze           | 16,11      |
| Pchnięcie kulą                | Władysław Komar Gwardia Warszawa       | 20,24      | Tadeusz Sadza Zawisza Bydgoszcz                                                         | 18,11        | Edmund Antczak Lechia Gdańsk         | 17,71      |
| Rzut dyskiem                  | Leszek Gajdziński Górnik Zabrze        | 59,96      | Zbigniew Gryżboń Górnik Zabrze                                                          | 57,06        | Stanisław Wołodko Zawisza Bydgoszcz  | 57,00      |
| Rzut młotem                   | Stanisław Lubiejewski Flota Gdynia     | 68,46      | Szymon Jagliński Flota Gdynia                                                           | 66,26        | Janusz Ryś AZS Gdańsk                | 65,04      |
| Rzut oszczepem                | Wiesław Sierański Zawisza Bydgoszcz    | 77,02      | Jacek Damszel Skra Warszawa                                                             | 76,56        | Lech Krupiński Skra Warszawa         | 75,45      |

### Kobiety
| Konkurencja:               | 1. miejsce                           | Rezultat  | 2. miejsce                        | Rezultat  | 3. miejsce                                  | Rezultat     |
| Bieg na 100 m              | Irena Szewińska Polonia Warszawa     | 11,2 =SB  | Helena Fliśnik Górnik Zabrze      | 11,4      | Danuta Straszyńska Skra Warszawa            | 11,4         |
| Bieg na 200 m              | Irena Szewińska Polonia Warszawa     | 22,7 =SB  | Barbara Bakulin Orkan Poznań      | 23,6      | Urszula Jóźwik Gwardia Olsztyn              | 23,7         |
| Bieg na 400 m              | Elżbieta Skowrońska Spójnia Warszawa | 52,6 SB   | Danuta Piecyk Gwardia Olsztyn     | 52,6      | Bożena Zientarska Stadion Zielona Góra      | 53,7         |
| Bieg na 800 m              | Danuta Wierzbowska Gwardia Olsztyn   | 2:04,0 SB | Zofia Kołakowska Spójnia Warszawa | 2:05,8 SB | Anna Bukis Skra Warszawa                    | 2:06,0 SB    |
| Bieg na 1500 m             | Zofia Kołakowska Spójnia Warszawa    | 4:22,0 SB | Janina Kozicka Energetyk Poznań   | 4:23,1 SB | Bronisława Doborzyńska Zjednoczenie Olsztyn | 4:24,4       |
| Bieg na 100 m przez płotki | Danuta Straszyńska Skra Warszawa     | 12,8      | Teresa Nowak Gwardia Warszawa     | 12,9 =SB  | Grażyna Rabsztyn Burza Wrocław              | 13,0         |
| Skok wzwyż                 | Danuta Konowska Lumel Zielona Góra   | 1,74      | Krystyna Świtalska Śląsk Wrocław  | 1,70      | Elżbieta Wiśniewska Górnik Zabrze           | 1,65         |
| Skok w dal                 | Irena Szewińska Polonia Warszawa     | 6,33      | Mirosława Sarna Budowlani Kielce  | 6,32      | Małgorzata Sochacka Skra Warszawa           | 6,10         |
| Pchnięcie kulą             | Ludwika Chewińska Gwardia Warszawa   | 17,84     | Marianna Leńska Gwardia Warszawa  | 14,84     | Elżbieta Kasicka RKS Błonie                 | 14,83        |
| Rzut dyskiem               | Krystyna Nadolna Spójnia Gdańsk      | 53,46     | Danuta Rosani Gwardia Warszawa    | 50,80     | Karolina Grzebieniak ŁKS Łódź               | 49,20        |
| Rzut oszczepem             | Ewa Gryziecka Piast Gliwice          | 60,60     | Daniela Jaworska Skra Warszawa    | 59,62 SB  | Renata Śliwińska Neptun Gdańsk              | 54,22 SB     |
| Pięciobój                  | Małgorzata Majchrzak Olimpia Poznań  | 4099 pkt. | Barbara Waśniewska Orzeł Warszawa | 4095 pkt. | Jolanta Szadkowska Skra Warszawa            | 3962 pkt. SB |

## Biegi przełajowe
44. mistrzostwa Polski w biegach przełajowych rozegrano 26 marca w Nowej Hucie. Kobiety rywalizowały na dystansie 3 kilometrów, a mężczyźni na 6 km i na 12 km.

### Mężczyźni
| Konkurencja:            | 1. miejsce                       | Rezultat | 2. miejsce                             | Rezultat | 3. miejsce                       | Rezultat |
| Bieg przełajowy (6 km)  | Henryk Szordykowski Wawel Kraków | 17:38,8  | Bronisław Malinowski Olimpia Grudziądz | 17:40,8  | Henryk Piotrowski Legia Warszawa | 17:44,2  |
| Bieg przełajowy (12 km) | Edward Łęgowski Legia Warszawa   | 37:02,2  | Jan Wawrzuta Śląsk Wrocław             | 37:10,0  | Edward Stawiarz Wawel Kraków     | 37:23,2  |

### Kobiety
| Konkurencja:           | 1. miejsce                                  | Rezultat | 2. miejsce                         | Rezultat | 3. miejsce                  | Rezultat |
| Bieg przełajowy (3 km) | Bronisława Doborzyńska Zjednoczenie Olsztyn | 9:45,2   | Helena Czerwczak Zawisza Bydgoszcz | 9:50,6   | Jadwiga Drążek Start Lublin | 9:56,6   |

## Chód na 50 km
Zawody mistrzowskie w chodzie na 50 kilometrów mężczyzn rozegrano 14 maja w Gdańsku. Były to pierwsze mistrzostwa na tym dystansie od 1956 roku.
| Konkurencja:  | 1. miejsce                  | Rezultat  | 2. miejsce                      | Rezultat     | 3. miejsce                    | Rezultat     |
| Chód na 50 km | Bogusław Kmiecik Start Łódź | 4:27:32,8 | Jerzy Jackiewicz Spójnia Gdańsk | 4:31:05,8 SB | Janusz Cyrklaff Lechia Gdańsk | 4:32:42,6 SB |

## Bieg maratoński
Mistrzostwa Polski w biegu maratońskim mężczyzn rozegrano 22 lipca w Radomiu.
| Konkurencja:    | 1. miejsce                   | Rezultat  | 2. miejsce                        | Rezultat     | 3. miejsce                 | Rezultat  |
| Bieg maratoński | Edward Stawiarz Wawel Kraków | 2:27:54,0 | Kazimierz Podolak Gwardia Olsztyn | 2:29:06,0 SB | Jan Wawrzuta Śląsk Wrocław | 2:33:35,0 |

## Dziesięciobój
Mistrzostwa w dziesięcioboju mężczyzn zostały rozegrane 9 i 10 sierpnia w Warszawie.
| Konkurencja:  | 1. miejsce                          | Rezultat     | 2. miejsce                       | Rezultat     | 3. miejsce                  | Rezultat     |
| Dziesięciobój | Tadeusz Janczenko Zawisza Bydgoszcz | 8006 pkt. SB | Edward Kozakiewicz Bałtyk Gdynia | 7735 pkt. SB | Lech Nikitin Legia Warszawa | 7578 pkt. SB |